# Bailliage de Lenzbourg
1415–1798
Entités suivantes :
- District de Lenzburg
- District de Kulm
- District de Zofingue

Le bailliage de Lenzbourg (allemand : Oberamt Lenzburg) est un bailliage dans l'actuel canton d'Argovie. Il appartient aux Kybourg, puis aux Habsbourg dès 1273. Berne s'en empare en 1415. Le bailliage est supprimé en 1798 et son territoire est reparti entre plusieurs districts.

## Histoire

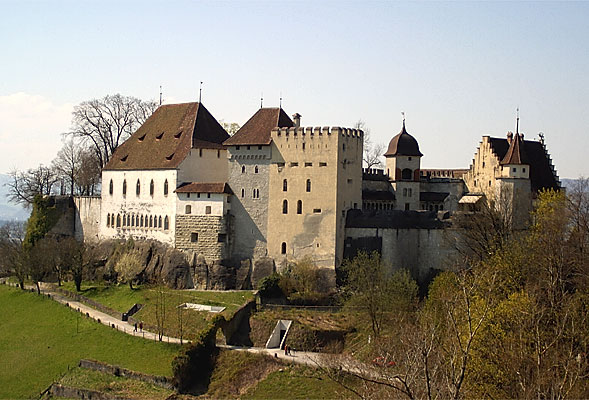
Le château de Lenzbourg, siège du bailliage.

Le bailliage appartient d'abord à la maison de Kybourg, puis il passe à la maison de Habsbourg en 1273. 
La région de Richensee (Hitzkirch) est détachée du bailliage de Lenzbourg par les Habsbourg à une date indéterminée entre 1273 et 1306.
Hägglingen et Dottikon font partie du bailliage avant d'en être détachés au plus tard en 1425,.
Les Bernois s'emparent de Lenzbourg en 1415. Hans Ribi, dont la famille avait reçu le château de Lenzbourg en fief en 1369, se voit contraint de le remettre aux Bernois.
Le bailli d'Aarbourg administre également le comté de Lenzbourg de 1415 à 1442-1444, date à laquelle est le premier bailli bernois de Lenzbourg est nommé. Le siège du bailliage est ensuite le château de Lenzbourg.
Les haute et basse justices sur la juridiction de Suhr, composée de Suhr, Buchs et Rohr, appartiennent au bailliage.
La haute justice sur Staufen est achetée par Berne à la famille Ribi en 1433. Les haute et basse justice sur Niederlenz sont achetées aux Habsbourg en 1433. La basse justice sur Hunzenschwil est achetée par Berne en 1433, celle sur Rupperswil est achetée par Berne en 1521 et celle sur Staufen est obtenue en 1528. Entre 1550 et 1560, Berne rassemble les basses justices sur Staufen, Henuzenschwil, Niederlenz et Rupperswil en une seule basse juridiction,,,.
Seon, Schafisheim et Ammerswil font également partie du bailliage. La basse juridiction sur Ammerswil est obtenue en 1484,,.

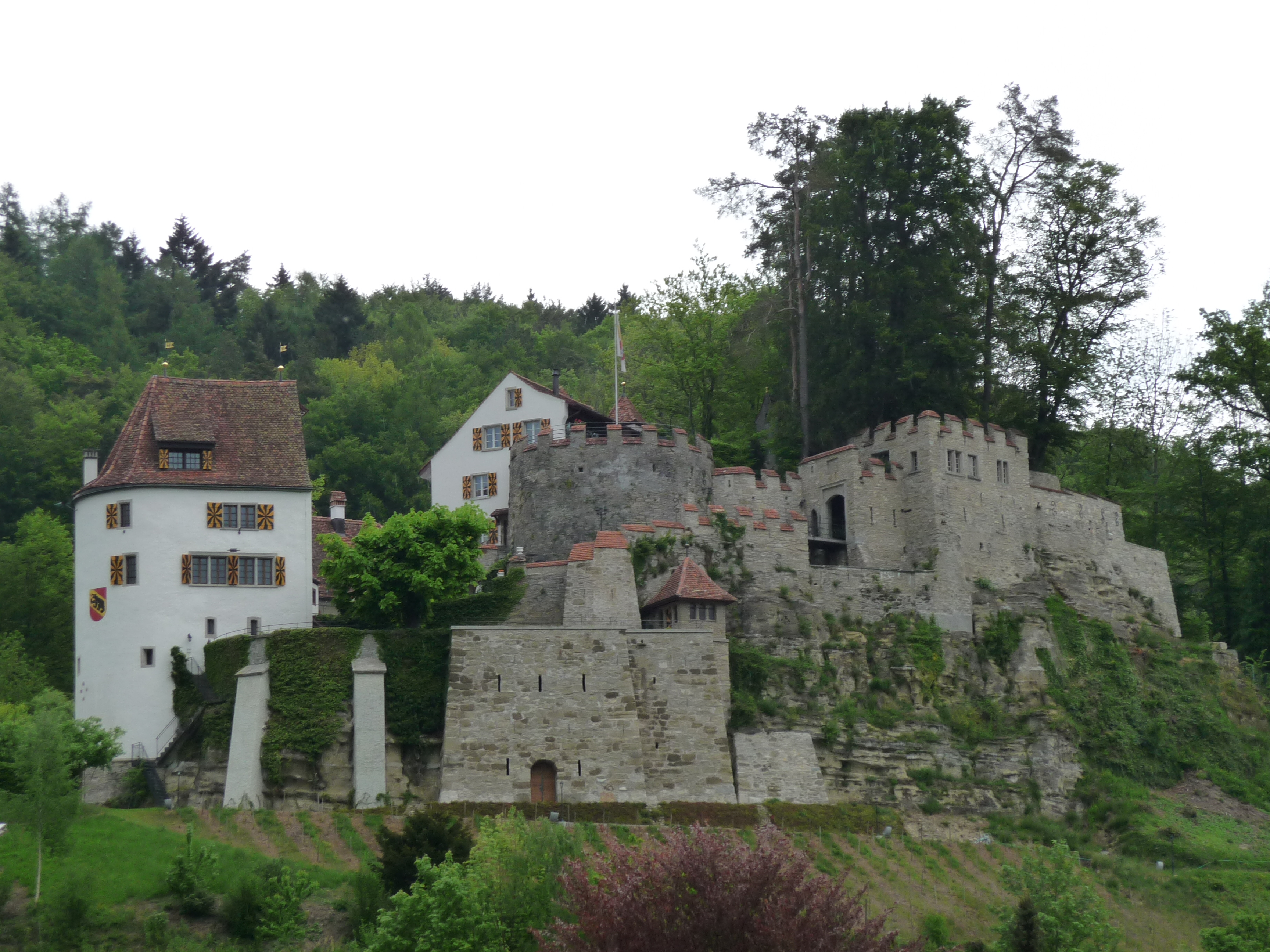
Le château de Trostburg, siège de la seigneurie du même nom.

L'intégralité de l'actuel district de Kulm fait partie du bailliage. La seigneurie de Schöftland, dépendant du bailliage, est achetée en 1467, tandis que la seigneurie de Rued (actuelles communes de Schlossrued, Schmiedrued, Moosleerau et Kirchleerau), reste en possession de divers seigneurs, dont la famille May dès 1520. La seigneurie de Trostburg, dont dépendent les droits fonciers et la basse justice sur Teufenthal, Leutwil, Dürrenäsch, Zetzwil, Boniswil et Niederhallwil est achetée par Berne en 1616.
Les haute et basses justice sur Staffelbach et Wiliberg appartiennent à Berne dès 1415,. L'hôpital de Zofingue vend à Berne la basse justice sur Bottenwil en 1496.
La haute-justice sur Safenwil et Uerkheim est obtenue en 1415 et la basse justice passe du bailliage soleurois de Gösgen à Berne en 1665.
Berne possède dès 1576 tous les droits de justice sur Unterentfelden. Berne achète le village d'Oberentfelden et la basse justice sur Hirschthal aux Hallwyl en 1604. Ces deux lieux sont appelés la juridiction d'Entfelden,.
Tandis que la basse justice de Gontenschwil est aux mains de villageois aisé, la haute justice appartient au bailliage de Lenzbourg.
La basse justice sur Othmarsingen est obtenue par Berne en 1484.
La frontière entre le bailliage de Lenzbourg et le comté puis bailliage de Willisau a fait l'objet de plusieurs conflits et arbitrages. En 1407, Reitnau et Moosleerau sont reconnus comme dépendant de Lenzbourg, tandis qu'Attelwil est reconnu comme dépendant de Willisau. En 1420, Attelwil est finalement attribué au bailliage de Lenzbourg.

## Économie
La principale activité économique du bailliage est la culture de céréales.

## Baillis
Les baillis sont les suivants :
- 1587-1592 : Samuel Meyer[27] ;
- 1610 : Daniel Lerber[28] ;
- 1634-1640 : Niklaus Kirchberger[29] ;

### Articles
- (de) Benedikt Lüthi, « Herrschaftswandel auf Schloss Lenzburg », Lenzburger Neujahrsblätter, vol. 73,‎ 2002, p. 118-135 (lire en ligne, consulté le 6 mars 2022)
- (de) Jeanine Glarner, « Herrschaftslegitimation zwischen Habsburg und Bern : die Familie Ribi Schultheiss von Lenzburg und ihr Umgang mit der Wende von 1415 », Argovia : Jahresschrift der Historischen Gesellschaft des Kantons Aargau, vol. 124,‎ 2012, p. 215-228 (lire en ligne, consulté le 6 mars 2022)